# Guineoeuops zimmii
Guineoeuops zimmii es una especie de coleóptero de la familia Attelabidae.

## Distribución geográfica
Habita en Papúa Nueva Guinea y en  Nueva Guinea (Indonesia).